# Єспер Педерсен
Єспер Салтвік Педерсен (норв. Jesper Saltvik Pedersen; нар. 23 серпня 1999) — норвезький гірськолижник-паралімпієць. Чемпіон та призер зимових Паралімпійських ігор 2018 року.

## Біографія
Єспер Педерсен народився у селі Окрегамн у громаді Кармей (фюльке Ругаланн на південному заході Норвегії). Він народився з розщепленням хребта (неповне закриття нервової трубки в неповністю сформованому спинному мозку), що стало причиною паралічу тазу та ніг. У дитинстві він займався гандболом та футболом на візках. Згодом перекинувся на гірськолижний спорт.

### Спортивна кар'єра
У листопаді 2013 року він дебютував на міжнародному рівні на змаганнях IPCAS у Нідерландах. Там він зайняв 17 і 20 місця у слаломі сидячи. У грудні цього ж року на Кубку Європи з парагірськолижного спорту став дев'ятим у слаломі. На чемпіонаті Європи 2014/15 року він зайняв 12 місце у слаломі.
Педерсен виграв свої перші міжнародні змагання в березні 2016 року — Кубок IPCAS в Оберзаксені у Швейцарії. На Кубку Європи з гірськолижного спорту він посів третє місце в гігантському слаломі в класі сидячи. У слаломі він став 9, 20-м у супергіганті і 14-м в суперкомбінації. Цього року він вперше взяв участь у чемпіонаті світу, ставши 14-м у слаломі. Сезон 2016/17 року не приніс йому значних успіхів.
На Кубку Європи 2017/18 Педерсен завоював золоту і бронзову медалі. Він також здобув дві золоті медалі на чемпіонаті світу в Австрії.

### Змагання на Паралімпіаді
Перемоги на чемпіонаті світу дозволили йому взяти участь у зимових Паралімпійських іграх 2018 у Пхьончхані. На Паралімпіаді у швидкісному спуску він став шостим. У наступних змаганнях з гігантського слалому він зайняв перше місце, отримавши золото. У супергіганті зайняв 4 місце, а в суперкомбінації виборов бронзову медаль. У слаломі став п'ятим.
Він представляв Норвегію на зимових Паралімпійських іграх 2022 року у Пекіні та виграв чотири золоті та одну срібну медалі. Він був єдиним спортсменом, який виграв чотири золоті медалі на Іграх.